# Арад, Ави
А́ви А́рад (ивр. אבי ארד‎, англ. Avi Arad) — американский бизнесмен, кинопродюсер и сценарист еврейского происхождения. Учредитель и бывший президент, генеральный директор и главный творческий сотрудник компании Marvel Studios. Известен тем, что спродюсировал многие экранизации комиксов Marvel Comics.

## Биография

### Молодость
Ави Арад родился и вырос в городе Рамат-Ган в Израиле. Там же поступил в колледж, но после него уехал в Соединённые Штаты и поступил в университет Хофстра в Нью-Йорке. В 1972 году он получил бакалавра менеджмента.

### Карьера
В 1990 году Ави Арад выступает в качестве исполнительного продюсера некоторых мультипликационных сериалов, а в 1992 году сериала Люди Икс на канале Fox Kids.
Вместе с совладельцем Айзеком Перлмуттером своей компании по производству игрушек Toy Biz, вступили в борьбу с Карлом Айканом и Рональдом Перельманом за владение контрольным пакетом компании Marvel Comics, которая в 1996 году объявила себя банкротом. В конце концов, Арад и Перлмуттер преуспевали в этом, и их компании досталось эксклюзивное право на выпуск игрушек в виде Человека-паука и других супергероев. Фактически они спасли компанию от банкротства через лицензирование и экранизацию.
4 июля 2004 года Ави Арад получил гражданство и стал полноправным гражданином США.
В 2006 году Ави Арад объявил о своей отставке со всех постов, в том числе, и с должности генерального директора Marvel Studios. Планирует сформировать собственную кинокомпанию Avi Arad Productions, но будет продолжать заниматься комиксами Marvel Comics. Первым фильмом его новой компании стал «Братц», который оказался провальным.
В мае 2007 года посетил Москву во время премьеры фильма «Человек-паук 3: Враг в отражении».

## Фильмография

### Кинематограф
| Год  | Название                                               | Продюсер | Исполнительный продюсер | Сценарист | Примечания                    |
| ---- | ------------------------------------------------------ | -------- | ----------------------- | --------- | ----------------------------- |
| 1998 | Блэйд                                                  |          | Да                      |           |                               |
| 2000 | Люди Икс                                               |          | Да                      |           |                               |
| 2002 | Блэйд 2                                                |          | Да                      |           |                               |
| 2002 | Человек-паук                                           |          | Да                      |           |                               |
| 2003 | Сорвиголова                                            | Да       |                         |           |                               |
| 2003 | Люди Икс 2                                             |          | Да                      |           |                               |
| 2003 | Халк                                                   | Да       |                         |           |                               |
| 2004 | Каратель                                               | Да       |                         |           |                               |
| 2004 | Человек-паук 2                                         | Да       |                         |           |                               |
| 2004 | Блэйд: Троица                                          |          | Да                      |           |                               |
| 2005 | Электра                                                | Да       |                         |           |                               |
| 2005 | Леший                                                  | Да       |                         |           |                               |
| 2005 | Фантастическая четвёрка                                | Да       |                         |           |                               |
| 2006 | Защитники справедливости                               |          | Да                      |           | Мультфильм (только на видео)  |
| 2006 | Люди Икс: Последняя битва                              | Да       |                         |           |                               |
| 2006 | Защитники справедливости 2                             |          | Да                      |           | Мультфильмы (только на видео) |
| 2007 | Несокрушимый Железный человек                          |          | Да                      | Сюжет     | Мультфильмы (только на видео) |
| 2007 | Призрачный гонщик                                      | Да       |                         |           |                               |
| 2007 | Проклятый дом                                          |          | Да                      |           |                               |
| 2007 | Человек-паук 3: Враг в отражении                       | Да       |                         |           |                               |
| 2007 | Фантастическая четвёрка: Вторжение Серебряного сёрфера | Да       |                         |           |                               |
| 2007 | Братц                                                  | Да       |                         |           |                               |
| 2007 | Доктор Стрэндж и тайна Ордена магов                    |          | Да                      |           | Только на видео               |
| 2008 | Железный человек                                       | Да       |                         |           |                               |
| 2008 | Невероятный Халк                                       | Да       |                         |           |                               |
| 2012 | Призрачный гонщик 2                                    | Да       |                         |           |                               |
| 2012 | Новый Человек-паук                                     | Да       |                         |           |                               |
| 2013 | Робосапиен: Перезагрузка                               | Да       |                         | Да        | Мультфильм                    |
| 2014 | Новый Человек-паук. Высокое напряжение                 | Да       |                         |           |                               |
| 2015 | Гамба в 3D                                             |          | Да                      |           | Мультфильм                    |
| 2017 | Призрак в доспехах                                     | Да       |                         |           |                               |
| 2017 | Человек-паук: Возвращение домой                        |          | Да                      |           |                               |
| 2018 | Веном                                                  | Да       |                         |           |                               |
| 2018 | Человек-паук: Через вселенные                          | Да       |                         |           | Мультфильм                    |
| 2019 | Человек-паук: Вдали от дома                            |          | Да                      |           |                               |
| 2021 | Веном 2                                                | Да       |                         |           |                               |
| 2021 | Человек-паук: Нет пути домой                           |          | Да                      |           |                               |
| 2022 | Анчартед: На картах не значится                        | Да       |                         |           |                               |
| 2022 | Морбиус                                                | Да       |                         |           |                               |
| 2023 | Человек-паук: Паутина вселенных                        | Да       |                         |           | Мультфильм                    |
| 2024 | Бордерлендс                                            | Да       |                         |           |                               |
| 2024 | Веном: Последний танец                                 | Да       |                         |           |                               |
| 2024 | Крейвен-охотник                                        | Да       |                         |           |                               |
| 2026 | Человек-паук: Совершенно новый день                    |          | Да                      |           |                               |
| 2027 | Легенда о Зельде                                       | Да       |                         |           |                               |
| 2027 | Человек-паук: За пределами вселенных                   | Да       |                         |           | Мультфильм                    |

### Телевидение
| Год(ы)  | Название                                  | Продюсер        | Сценарист             | Примечания                                                                                                  |
| ------- | ----------------------------------------- | --------------- | --------------------- | --- |
| 1992    | Медведи Битси                             |                 | Концепция             | Непроданый пилот мультсериала                                                                               |
| 1992-93 | Король Артур и рыцари без страха и упрёка | Исполнительный  |                       | Мультсериал, 26 эпизодов                                                                                    |
| 1992-97 | Люди Икс                                  | Исполнительный  |                       | Мультсериал, 76 эпизодов                                                                                    |
| 1993    | Мастер ботов                              | Исполнительный  |                       | Мультсериал, 40 эпизодов                                                                                    |
| 1993    | Волшебные тролли и тролли-воины           | Исполнительный  | Создатель             | Непроданый пилот мультсериала                                                                               |
| 1993-94 | Двойной дракон                            | Исполнительный  |                       | Мультсериал, 12 эпизодов                                                                                    |
| 1994-96 | Железный человек                          | Исполнительный  |                       | Мультсериал, 26 эпизодов                                                                                    |
| 1994-96 | Фантастическая четвёрка                   | Исполнительный  |                       | Мультсериал, 26 эпизодов                                                                                    |
| 1994-98 | Человек-паук                              | Исполнительный  | Сюжет                 | Мультсериал Автор сюжета эпизода «Чужой костюм. Часть 1» Исполнительный продюсер 65-ти эпизодов             |
| 1996    | Поколение X                               | Исполнительный  |                       | Непроданый пилот сериала                                                                                    |
| 1996-97 | Невероятный Халк                          | Исполнительный  |                       | Мультсериал, 21 эпизод                                                                                      |
| 1998    | Обезглавить Гидру                         | Исполнительный  |                       | Непроданый пилот сериала                                                                                    |
| 1998    | Серебряный Сёрфер                         | Исполнительный  |                       | Мультсериал, 13 эпизодов                                                                                    |
| 1999-00 | Мстители: Всегда вместе                   | Исполнительный  |                       | Мультсериал,13 эпизодов                                                                                     |
| 1999-01 | Непобедимый Человек-паук                  | Исполнительный  | Разработчик           | Мультсериал,13 эпизодов                                                                                     |
| 2000-03 | Люди Икс: Эволюция                        | Исполнительный  | Сюжет                 | Мультсериал Автор сюжета эпизода «Стратегия Х» Исполнительный продюсер 52-х эпизодов                        |
| 2001-04 | Мутанты Икс                               | Исполнительный  | Создатель / Концепция | Сериал Создатель и автор концепции 66-ти эпизодов Исполнительный продюсер 44-х эпизодов                     |
| 2003    | Новый Человек-паук                        | Исполнительный  |                       | Мультсериал,13 эпизодов                                                                                     |
| 2006    | Блэйд                                     | Исполнительный  |                       | Сериал, 13 эпизодов                                                                                         |
| 2006-10 | Фантастическая четвёрка                   | Исполнительный  |                       | Мультсериал, 26 эпизодов                                                                                    |
| 2008-09 | Новые приключения Человека-паука          | Исполнительный  |                       | Мультсериал, 26 эпизодов                                                                                    |
| 2009    | Росомаха и Люди Икс                       | Исполнительный  |                       | Мультсериал, 26 эпизодов                                                                                    |
| 2009-12 | Железный человек: Приключения в броне     | Исполнительный  |                       | Мультсериал, 52 эпизода                                                                                     |
| 2013-16 | Пакман в мире привидений                  | Исполнительный  | Сюжеты                | Мультсериал Автор сюжетов 11-ти эпизодов Исполнительный продюсер 18-ти эпизодов                             |
| 2016    | Конг: Король обезьян                      | Исполнительный  |                       | Мультсериал,13 эпизодов                                                                                     |
| 2017-18 | Тарзан и Джейн                            | Исполнительный  | Концепция / Сюжеты    | Мультсериал Автор концепции 8-ми эпизодов Автор сюжетов 3-х эпизодов Исполнительный продюсер 13-ти эпизодов |
| 2017-18 | Супер Монстры                             | Исполнительный  | Создатель             | Мультсериал Создатель 33-х эпизодов Исполнительный продюсер 18-ти эпизодов                                  |
| 2024    | Люди Икс ’97                              | Консультирующий |                       | Мультсериал, 10 эпизодов                                                                                    |